# Выпускной (фильм, 1980)
«Школьный бал» (англ. Prom Night) — слэшер 1980 года.

## Сюжет
В 1974 году пятеро детей играют в прятки в здании заброшенной школы. По вине четверых из них пятая девочка падает из окна и разбивается насмерть. Дети клянутся, что будут молчать о содеянном, но спустя шесть лет оказывается, что некто был свидетелем того, что они сделали, и в ночь выпускного бала он приступает к мести.

## В ролях
- Лесли Нильсен — Мистер Реймонд Хаммонд
- Джейми Ли Кёртис — Ким Хаммонд
- Кейси Стивенс — Ник Макбрайд
- Энн-Мари Мартин — Венди Ричардс
- Антуанетта Боуэр — Миссис Ви Хаммонд
- Майкл Таф — Алекс Хаммонд
- Джефф Уинкотт — Дрю Шинник
- Пита Оливер — Вики Кантрелл
- Джордж Тулиатос — Лейтенант Макбрайд

## Номинации
В 1981 году фильм был номинирован на премию «Джини» в категориях:
- Лучший монтаж — Брайан Равок
- Лучшая женская роль — Джейми Ли Кёртис

## Сиквелы
- 1987 — Выпускной 2: Привет, Мэри Лу
- 1990 — Выпускной 3: Последний поцелуй
- 1992 — Выпускной 4: Спаси нас от Зла

Действие всех сиквелов происходит в одном и том же месте — старшей школе имени Александра Гамильтона, но по сюжету ни один из них не имеет ничего общего с первым фильмом.